# Janusz Kudłacik
Janusz Kudłacik (ur. 24 marca 1956 w Kłodzku) – polski polityk i samorządowiec, burmistrz Żywca w latach 1997–2002, przewodniczący Rady Miasta w latach 2002–2006.
W latach 1997–2002 Burmistrz miasta Żywiec. W 2002 roku ponownie kandydował w wyborach. Po pierwszej turze prowadził 330 głosami, jednak w drugiej przegrał o 281 głosów z Antonim Szlagorem. Został za to przewodniczącym Rady Miejskiej w kadencji 2002–2006, z której został jednak odwołany przed końcem kadencji, na kilka miesięcy przed ponownymi wyborami.